# Мізоцька гміна

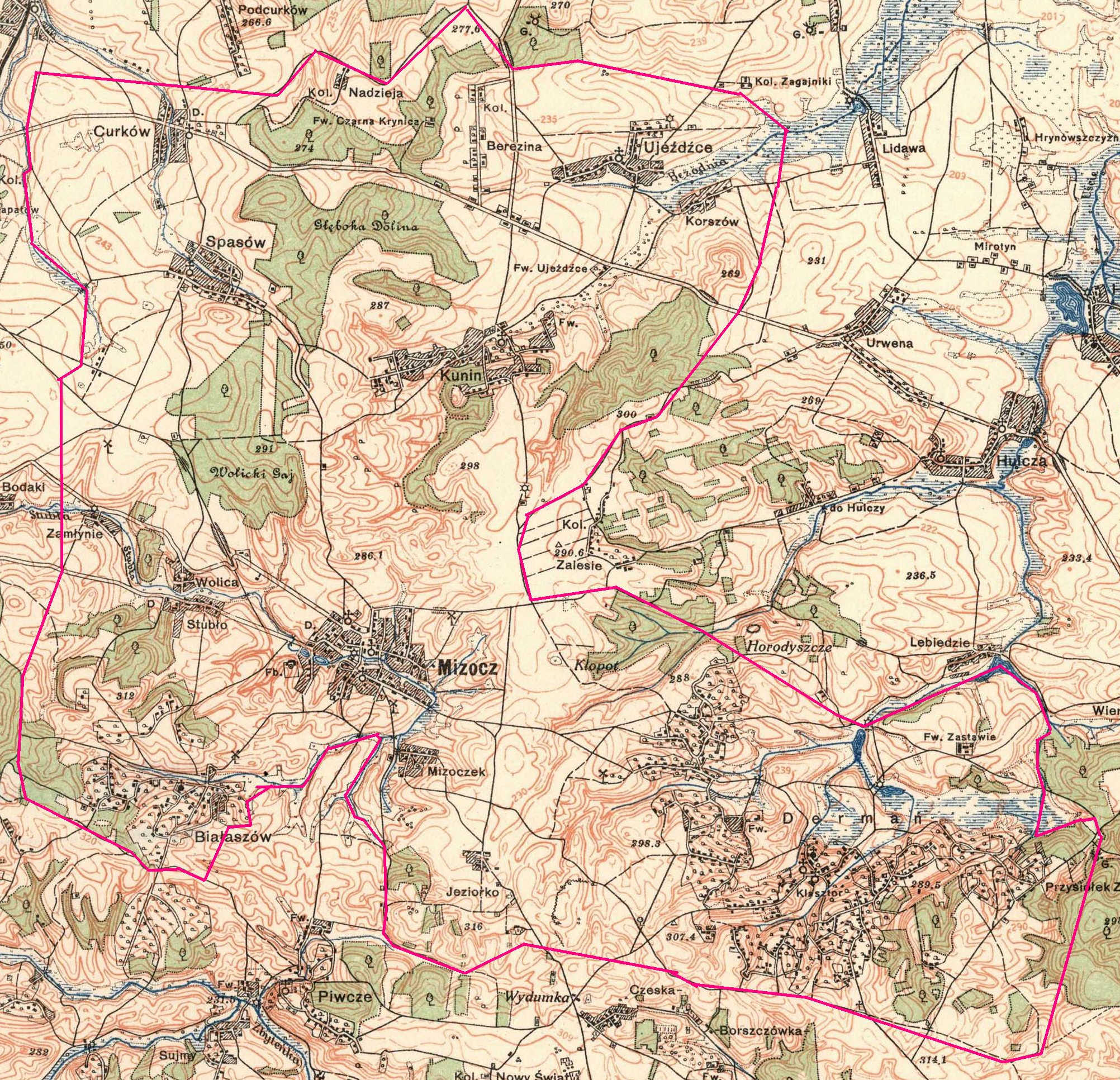
Гміна Мізоч

Мізоцька гміна — колишня сільська гміна, що існувала з 1921 по 1939 рік у Волинському воєводстві  під час польської окупації з центром у містечку Мізоч. До того — Мізоцька волость Дубенського повіту Волинської губернії Російської імперії. Мізоцька гміна спочатку належала до Дубенського повіту. Від 1 січня 1925 року гміна була виключена з Дубенського повіту і додана до новоствореного Здолбунівського повіту.
Станом на 4 січня 1936 року гміна складалася з 16 громад:
1. Білашів — ферма: Білашів;
2. Цурків — фільварок: Цурків та хутори: Надія і Сокирка;
3. Дермань Панський — селище: Застав'я та хутір: Лебідщина;
4. Дермань Державний — хутори: Кринички, Млин Долішній, Грань і Ведмеже;
5. Озерко — село: Озерко;
6. Кунин — село: Кунин;
7. Коршів — село: Коршів;
8. Мізоч — фільварок: Мізоч;
9. Мізоч — колонія: Клопіт і хутір: Тимківщина;
10. Мізочок — село: Мізочок;
11. Спасів — лісничівка: Спасів;
12. Стубло — фільварок: Стубло;
13. Уїздці Чеські — село: Уїздці Чеські;
14. Уїздці — село: Уїздці;
15. Волиця — село: Волиця;
16. Замлиння — село: Замлиння.

Після Радянської анексії західноукраїнських земель 1939 року Мізоцька гміна увійшла у новостворений Мізоцький район Рівненської області.